# António José Silva (paralímpico)
António José Silva es un deportista portugués que compitió en ciclismo adaptado en ruta y atletismo adaptado. Ganó dos medallas en los Juegos Paralímpicos de Verano, plata en Nueva York y Stoke Mandeville 1984 y bronce en Barcelona 1992.

## Palmarés internacional
| Juegos Paralímpicos | Juegos Paralímpicos                              | Juegos Paralímpicos | Juegos Paralímpicos |
| Año                 | Lugar                                            | Medalla             | Prueba              |
| ------------------- | ------------------------------------------------ | ------------------- | ------------------- |
| 1984                | Nueva York (EE. UU.) Stoke Mandeville (R. Unido) | Medalla de plata    | Ruta 5000 m CP4     |

| Juegos Paralímpicos | Juegos Paralímpicos | Juegos Paralímpicos | Juegos Paralímpicos |
| Año                 | Lugar               | Medalla             | Prueba              |
| ------------------- | ------------------- | ------------------- | ------------------- |
| 1992                | Barcelona (España)  | Medalla de bronce   | 4 × 100 m C5-8      |